# Trimitusa
Trimitusa (gr. Τριμιθούσα) – wieś w Republice Cypryjskiej, w dystrykcie Pafos.